# Дмитриев, Денис Павлович
Денис Павлович Дмитриев (род. 2 декабря 1988, Саратов) ― российский артист балета, премьер Московского академического музыкального театра им. К.С.Станиславского и Вл.И.Немировича-Данченко.

## Биография
Родился 2 декабря 1988 года в Саратове. В 2007 окончил Саратовское областное училище искусств (класс А.Ф. Санина).
После окончания обучения был принят в балетную труппу Музыкального театра им. К.С. Станиславского и Вл.И. Немировича-Данченко в качестве солиста. Является премьером театра.
Участвовал в международных гастролях театра.

## Репертуар
- Принц Зигфрид («Лебединое озеро» Чайковского, хореография Владимира Бурмейстера)
- Граф Альберт (Жизель» Адана, хореография Жана Коралли, Жюля Перро и Мариуса Петипа в редакции Лорана Илера)
- Щелкунчик-принц («Щелкунчик» Чайковского, хореография Василия Вайнонена)
- Парис («Ромео и Джульетта» Сергея Прокофьева, хореография Владимира Васильева)
- Базиль (Дон Кихот» Минкуса, хореография Рудольфа Нуреева)
- Феб (Эсмеральда» Пуни – Глиэра – Василенко, хореография Владимира Бурмейстера)
- де Грие (Манон» Кеннета Макмиллана на музыку Массне)
- Граф Алексей Вронский («Анна Каренина» на музыку Рахманинова, Цинцадзе, Барданашвили и Лютославского, хореография Кристиана Шпука)
- Солор («Баядерка» Минкуса, хореография Наталии Макаровой по Мариусу Петипа)
- Принц (Золушка» Сергея Прокофьева, хореография Олега Виноградова)
- Данила (Каменный цветок» Сергея Прокофьева, хореография Юрия Григоровича)
- Мизгирь («Снегурочка» на музыку Чайковского, хореография Владимира Бурмейстера)
- Тибальд («Ромео и Джульетта» хореография Максима Севагина на музыку Сергея Прокофьева)
- Принц («Щелкунчик» Чайковского, хореография Юрия Посохова)
- Премьер («Класс-концерт» музыка Д. Обера и Ж. Оффенбаха, хореография Максима Севагина)
- «Последний сеанс» (хореография Павла Глухова, музыка Настасьи Хрущевой)
- «Блум» (хореография Максима Севагина на музыку Антонина Дворжака).
- 24 ноября 2023 — Северный олень, «Снежная королева» в постановке Максима Севагина (первый исполнитель)

Также в репертуаре сольные партии в балетах: «Сюита в белом» Сержа Лифаря, «Маленькая смерть» и «Восковые крылья» Иржи Килиана, «За вас приемлю смерть» Начо Дуато, «В ночи» и «Другие танцы» Джерома Роббинса, «Маргарита и Арман» и «Рапсодия» Фредерика Аштона, «Серенада» Джорджа Баланчина и «Тюль» Александра Экмана, «Призрачный бал» Дмитрия Брянцева и «Одинокий Джордж» Марко Гёке, «Прогулка сумасшедшего» Йохана Ингера.

## Награды
2019 ― номинирован на Национальную театральную премию «Золотая маска» в номинации «Балет/Лучшая мужская роль» за партию в спектакле Андрея Кайдановского «Пижамная вечеринка».